# Edvige Bernasconi
Edvige Bernasconi (Firenze, 9 aprile 1938 – Milano, 11 gennaio 2007) è stata una giornalista italiana.

## Biografia

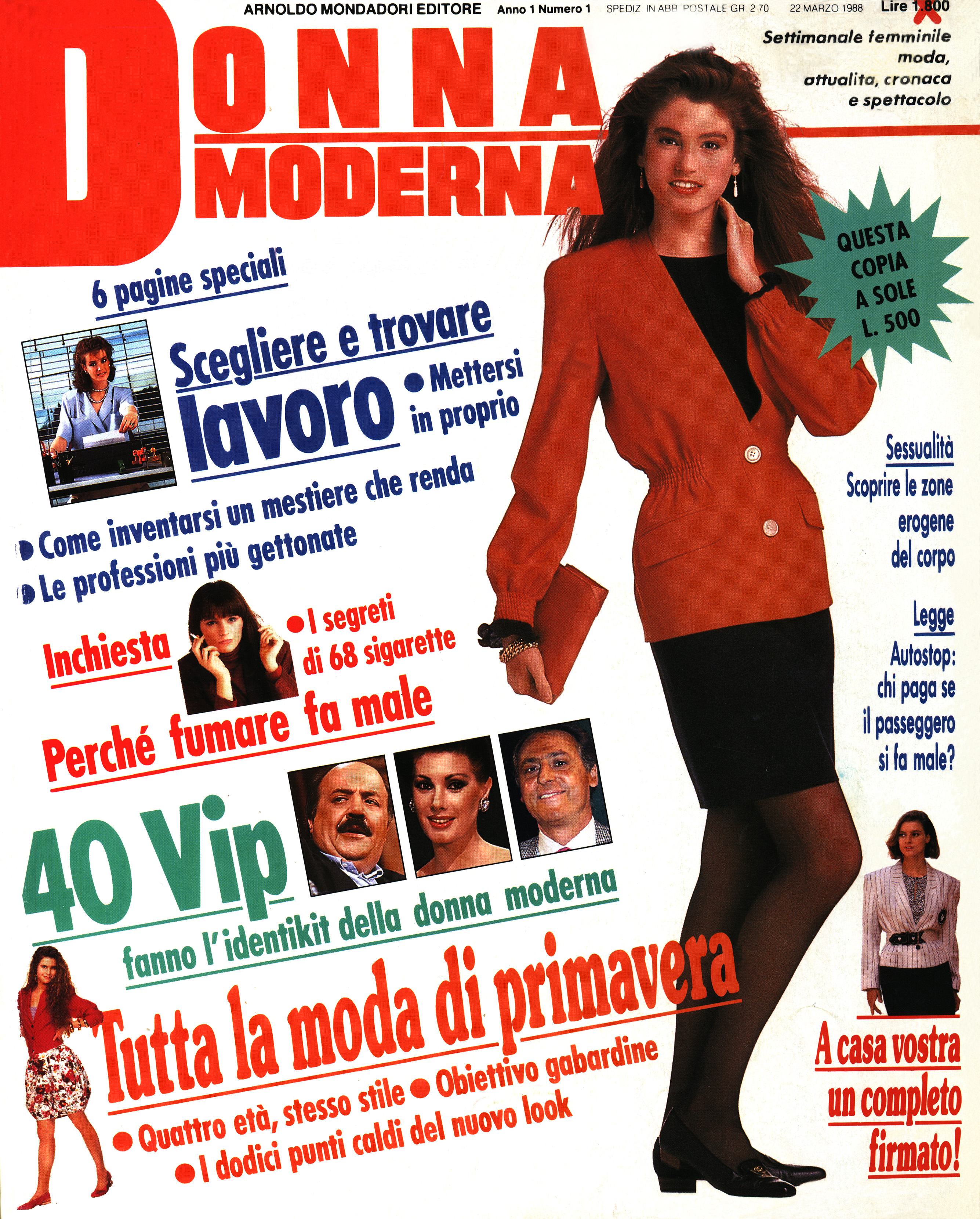
Copertina del primo numero di Donna Moderna, 22 marzo 1988

Nacque a Firenze nel 1938, figlia di una ragazza appena diciassettenne rimasta incinta dopo essere stata violentata. Da piccola si trasferì a Milano presso la zia, il cui marito era il giornalista Arturo Tofanelli, direttore del settimanale Tempo illustrato. Diplomata in stenodattilografia, venne assunta al settimanale Successo, della stessa azienda per cui lavorava lo zio. Passò poi alla Rizzoli, dove scrisse per Bella e per la famosa rivista Oggi.
L'apice della sua carriera fu a cavallo tra gli anni ottanta e gli anni novanta, quando diresse Donna Moderna (Mondadori), una delle riviste femminili più seguite in Italia. Nominata nel 1988, si dimise nel 1989 per poi riprendere la direzione nel 1991, anno in cui approdò alla televisione, chiamata dalla Fininvest per dirigere il TG4, telegiornale dal taglio rosa trasmesso su Rete 4; Edvige Bernasconi rimase al TG4 fino al 1º giugno del 1992, quando lasciò la testata in mano a Emilio Fede, proveniente da Studio Aperto. Nel 1995 la concorrente Rizzoli la chiamò per dirigere il suo settimanale di punta, Anna.
Con il passare del tempo Edvige Bernasconi si allontanò sempre più dalla scena pubblica per vari motivi tra cui, da ultimo, la diagnosi di cancro. Morì la notte dell'11 gennaio 2007, all'età di 68 anni.

## Vita privata
Negli anni settanta si sposò con un imprenditore lombardo da cui ebbe un figlio e successivamente si separò.